# Ilha de Jesus

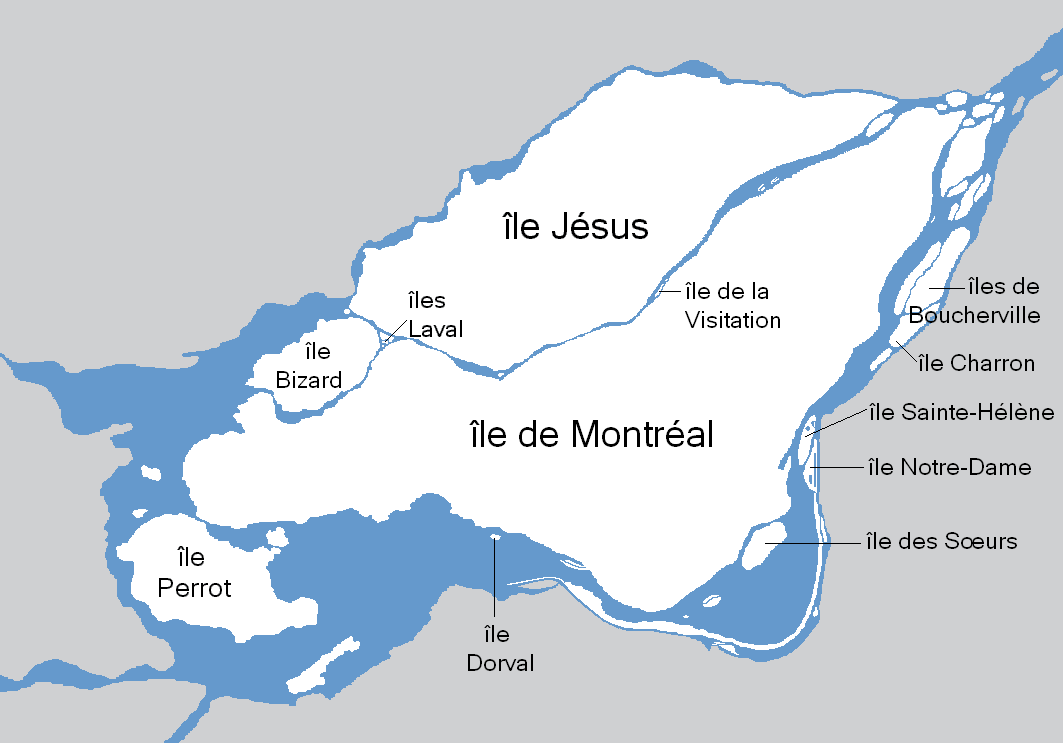
Arquipélago de Hochelaga

A 'ilha de Jesus' (em francês: 'Île Jésus') é situada ao sudoeste da província de Quebec, Canadá, tendo a norte o rio Mille-Îles e ao sul o rio Prairies, estando na margem oposta deste último a ilha de Montreal. A ilha de Jesus faz parte do arquipélago de Hochelaga, e confluente do rio São Lourenço.
A cidade de Laval ocupa a totalidade da Ilha de Jesus, tendo seu nome origem na Companhia de Jesus.
A área total da ilha é de 242 km².